# امامزاده عبدالله و صالح
امامزاده عبداله و صالح چندار  مربوط به دوره زند است و در شهرستان ساوجبلاغ، بخش چندار، شهر کوهسار  واقع شده و این اثر در تاریخ ۲ بهمن ۱۳۸۲ با شمارهٔ ثبت ۱۰۸۲۶ به‌عنوان یکی از آثار ملی ایران به ثبت رسیده است.